# 安房郡

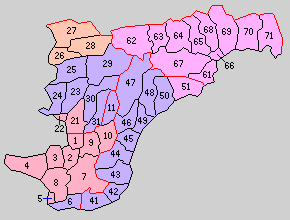
1.北條町 2.館山町 3.豐津村 4.西岬村 5.富崎村 6.長尾村 7.豐房村 8.神戶村 9.館野村 10.九重村 11.稻都村 21.那古町 22.船形村 23.八束村 24.富浦村 25.岩井村 26.勝山町 27.保田町 28.佐久間村 29.平群村 30.瀧田村 31.國府村 41.白濱村 42.七浦村 43.曦村 44.健田村 45.千歲村 46.豐田村 47.丸村 48.北三原村 49.南三原村 50.和田村 51.江見村 61.太海村 62.大山村 63.吉尾村 64.由基村 65.田原村 66.鴨川町 67.曾呂村 68.西條村 69.東條村 70.天津村 71.湊村（紅：館山市 桃紅：鴨川市 紫：南房總市 橙：鋸南町）

安房郡（日语：／ Awa gun */?）是千葉縣的一郡。人口9,777人、面積45.16km²。（2005年國勢調査速報）
現轄有以下1町。
- 鋸南町